# Amphiascus gracilis
Amphiascus gracilis är en kräftdjursart som beskrevs av Lang 1936. Amphiascus gracilis ingår i släktet Amphiascus och familjen Diosaccidae. Inga underarter finns listade i Catalogue of Life.